# چمبرا
چمبرا (به ایتالیایی: Cembra) یک منطقهٔ مسکونی در ایتالیا است که در ترنتینو واقع شده‌است. چمبرا ۱۷٫۰ کیلومتر مربع مساحت و ۱٬۷۷۶ نفر جمعیت دارد.